# Juanjuí
Juanjuí è un comune del Perù, situato nella regione di San Martín e capoluogo della provincia di Mariscal Cáceres.